# Рузвелтова улица (Београд)
| РУЗВЕЛТОВА · улица | РУЗВЕЛТОВА · улица |
| ------------------ | ------------------ |
|                    |                    |
| Општина            | Звездара, Палилула |
| Почетак            | Вуков споменик     |
| Крај               | Мије Ковачевић     |
| Дужина             | 1100 m             |
| Ширина             | 50 m               |
| Названа            | 1946.              |
|                    |                    |
|                    |                    |
| Рузвелтова ноћу    |                    |

Улица Рузвелтова се налази у Београду. Обухвата  две општине Општина Звездара и Општина Палилула. Улица се протеже од Вуковог споменика до Новог гробља, укључује и Ново гробље, обухвата дужину од 1100м.

## Историјат
Рузвелтова улица је имала више назива. У периду од 1937. до 1940. године носила је име Гетеова улица, по немачком писцу Гетеу. Није била дугачка, простирала се од Булевара краља Александра до Цвијићеве. Претходни називи су били Пут ка Новом гробљу и Гробљанска улица. Те називе је имала зато што се у тој улици налази Ново гробље. Назив Рузвелтова улица добија од 1946. године.
У Гробљанској 10 се од 1920. налазила Занатска цвећарска школа, део Опште занатске школе, код Саборне цркве, коју су похађале само ученице, њих 12 на броју. Београдска општина је 1924. одлучила да се улица калдрмише.

## Значајне институције у Рузвелтовој улици
У Рузвелтовој улици се налазе бројне продовнице, апотеке, банке, салони, ресторани и кафићи...
Значајне институције су:
- Ново гробље
- Црква Светог Никола
- Ауто мото савез Србије
- Етно ресторан Косовски божур
- Хотел Холидеј Ин Експрес Београд
- ЈКП Погребне услуге - Ново гробље
- Паб Трамвај
- Паркинг гаража Вуков споменик
- Пост Експрес курирска служба
- Пошта Београд 28
- Тржни центар Зира
- Хотел Golden Tulip Zira Belgrad

## Градски превоз
Рузвелтовом улицом пралази доста линија градског превоза, а то су: аутобуси, 25, 25п, 65, 66, 74 и 79. Такође пролазе и трaмваји 5 и 12. 